# La Messe de Bolsena
La Messe de Bolsena est une fresque (environ 500 × 660 cm) peinte par l'artiste italien de la Renaissance Raphaël et ses aides. Réalisée en 1512, elle se trouve dans la Chambre d'Héliodore (nommée d'après l'œuvre Héliodore chassé du temple), une des Chambres de Raphaël dans le palais apostolique du Vatican.
Elle représente le miracle eucharistique de Bolsena.

## Histoire

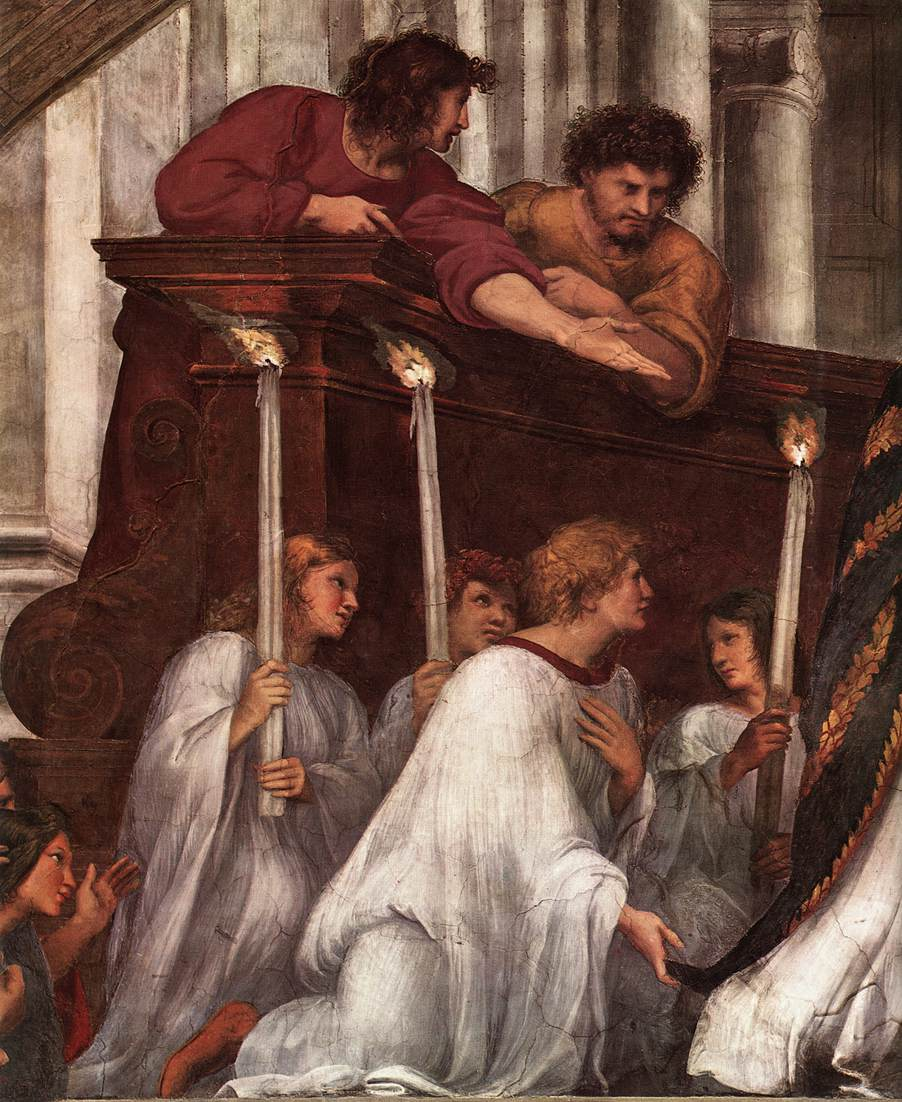
Détail.

Les premiers dessins pour les fresques de la salle, appelée plus tard Chambre d'Héliodore à partir du sujet de cette fresque, sont réalisés par Raphaël dès l'été 1511, lorsque les travaux dans la Chambre de la Signature ne sont pas encore terminés. Le choix des sujets, liés à des interventions miraculeuses en vue de sauvegarder l'Église, est suggéré par le pontife, et reflète le moment qui est difficile après les défaites contre les Français, qui ont conduit à la perte de Bologne, et du fait des menaces continues des armées étrangères dans la péninsule. Le pape Jules II, qui rentre à Rome en juin 1511, a juré de ne plus se raser la barbe jusqu'à ce qu'il libère l'Italie des étrangers : dans toutes les scènes, il apparaît barbu.
La Messe de Bolsena est généralement reconnue comme la deuxième scène peinte dans la Chambre après Héliodore chassé du temple, au cours de l'année 1512, comme en témoigne l'inscription dans l'ébrasement de la fenêtre : JVLIVS II LIGVR, PONT[ifex] MAX[imus], ANN[o] CHRIS[ti] MDXII, PONTIFICAT[us] SVI VIII.. Sur ce mur, Bramantino avait déjà peint des fresques représentant des gouvernants quelques années plus tôt. La scène peinte par Raphaël évoque la dévotion particulière du pape à l'Eucharistie. Après le renversement des alliances en 1512, qui lui a occasionné un triomphe momentané, Jules II veut être représenté dans ses fresques de manière plus évidente, comme le montre la comparaison avec les croquis préparatoires.
Le côté gauche est affecté par des restaurations importantes à l'origine de certaines baisses de qualité.
Une étude de la figure féminine est conservée dans les collections du duc de Devonshire à Chatsworth House.

## Description et style
L'asymétrie de la fenêtre (295 cm) qui s'ouvre dans le mur, par rapport à l'axe de la lunette, oblige Raphaël à organiser la scène sur un plancher surélevé au centre et avec deux groupes de personnages en bas sur les côtés, dans laquelle il montre toute sa maîtrise de la composition. 
Selon la tradition, le miracle eucharistique de Bolsena a eu lieu dans la ville latiale en 1263, lorsqu'un prêtre originaire de Bohême, qui doutait de la transsubstantiation, célébrait une messe sur l'autel de l'église Santa Cristina. Au moment de la consécration, l'hostie se mit miraculeusement à saigner, souillant également le corporal, relique depuis lors conservée dans la cathédrale d'Orvieto, dans le diocèse dont relève Bolsena. La Vulgate raconte que l'événement est reconnu par Urbain IV qui, en 1264, institue la fête du Corpus Christi par la bulle Transiturus de hoc mundo. La scène confirme la dévotion personnelle du pape, rendant hommage en même temps à son oncle Sixte IV qui a promu le culte du Corpus Christi, ainsi que le triomphe de l'Église au cinquième concile du Latran ouvert en mai 1512. Jules II est particulièrement attaché à ce miracle car il symbolise pour lui l'intervention divine dans la défense de la foi et la justification de l'Église contre les doutes des sceptiques et les attaques de l'hérésie, à une époque où les articles de foi fondamentaux sont mis en question.

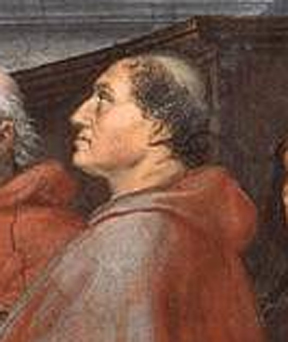
Le cardinal Riario.

La scène se décompose en masses équilibrées, mais avec une symétrie assez libre, d'une extrême naturalité, variant la succession des marches menant à la partie supérieure de l'autel et disposant les groupes sur les côtés d'une manière différente. La tension apparaît contenue, comme intériorisée par les spectateurs. Sur fond de basilique classique ouverte sur le ciel (comme dans l'École d'Athènes ), l'artiste a isolé l'autel à travers la masse sombre d'un exèdre en bois, sorte de chœur inversé du XVIe siècle, d'où sortent deux curieux. Au centre, le bloc de l'autel est recouvert d'un tissu à rayures d'or, avec une nature morte mesurée d'objets liturgiques au-dessus, où le prêtre de Bohême célèbre la messe, suivi de nombreux enfants de chœur agenouillés avec des bougies de procession à la main. Devant lui, à droite de l'autel, Jules II est agenouillé dans toute la splendeur de sa position, les coudes reposant sur un coussin volumineux à pompons aux coins, soutenu par un faldistorio aux sculptures de lion. Derrière lui se trouve un groupe de cardinaux et, plus bas, des sediari pontificaux attendent assis. Parmi les prélats, on a reconnu Raffaele Sansoni Riario, les bras croisés sur la poitrine, et peut-être le cardinal Sangiorgio, les mains jointes. Plus qu'un miracle qui arrive, c'est un miracle qui se répète devant le pape en tant que témoin.
À gauche, un groupe de spectateurs surpris, debout ou assis par terre, exécutent des gestes admiratifs ou démonstratifs comme s'ils étaient des acteurs. Leurs attitudes d'agitation et de prière contrebalancent le calme statique de la hiérarchie ecclésiastique à droite.
Si la reconstruction historique est encore une projection imaginaire du passé, la répétition rituelle du fait se place dans le présent : l'architecture à l'ancienne, qui indique un temps lointain, n'est qu'un arrière-plan.
En bas à droite, est posté un groupe de gardes suisses. La fille de Jules II, Felice della Rovere, serait représentée à gauche, vêtue de noir et tournée vers son père.

Détails de personnages de la fresque.
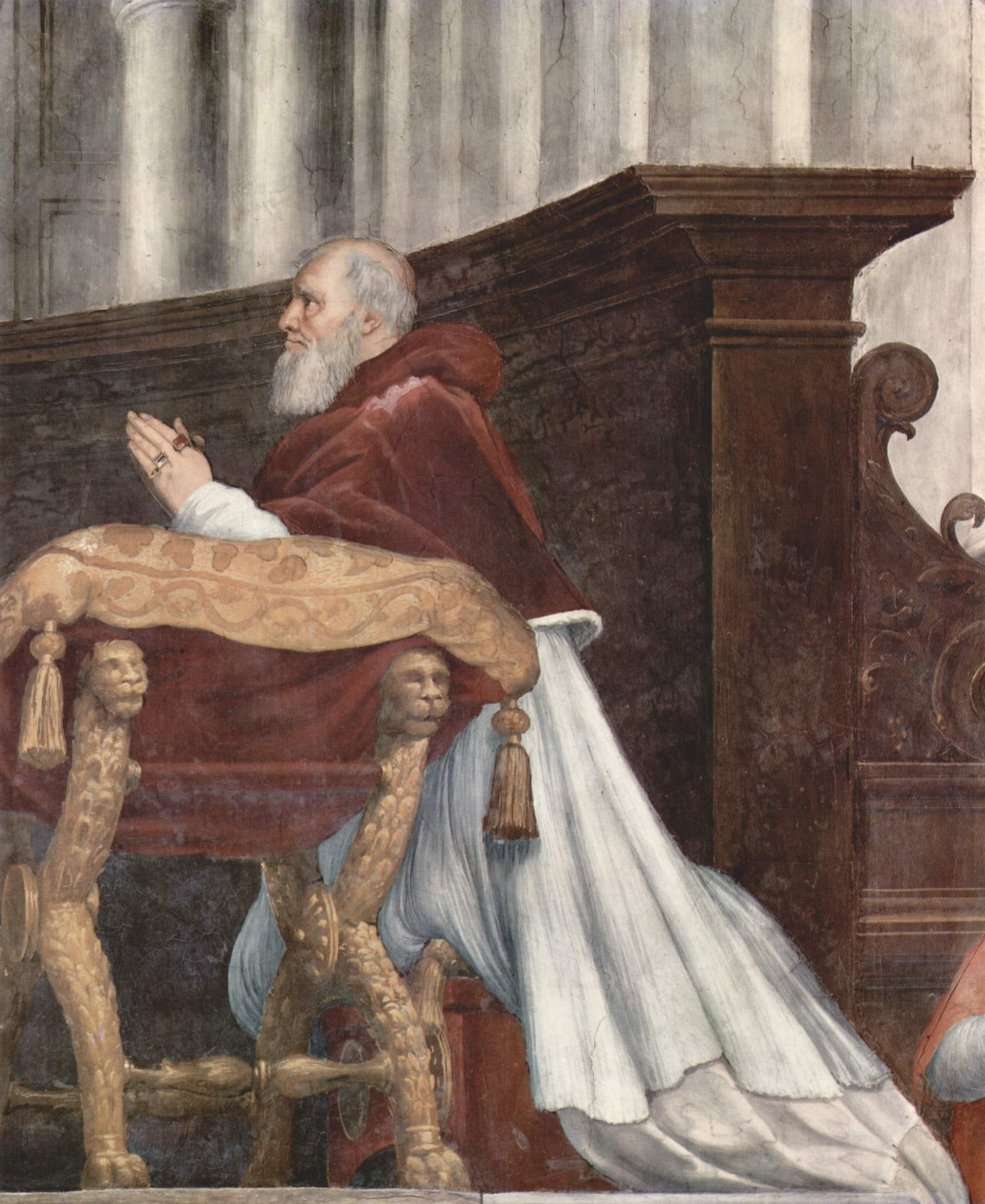
Pape Jules II.
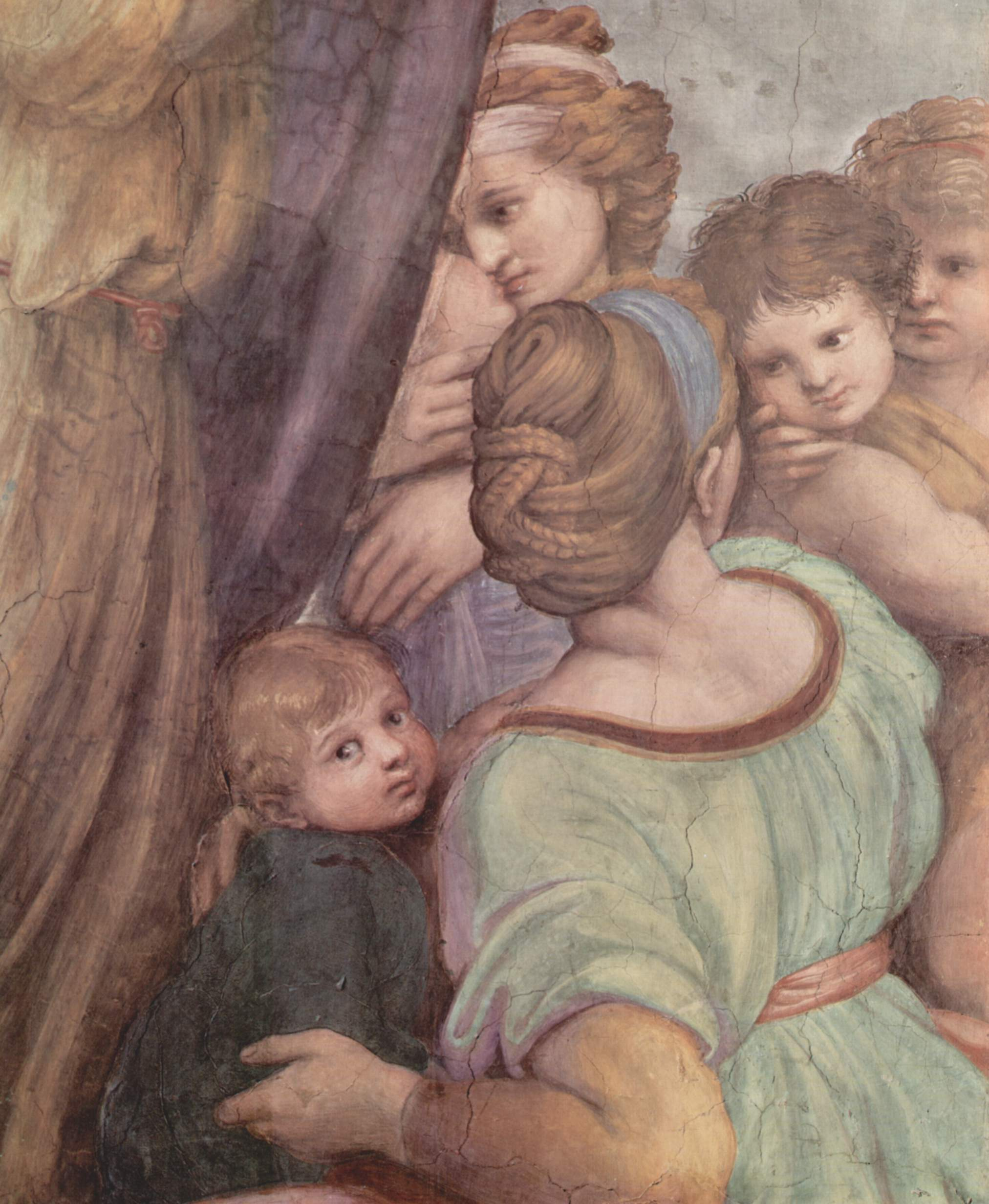
Femmes et enfants.
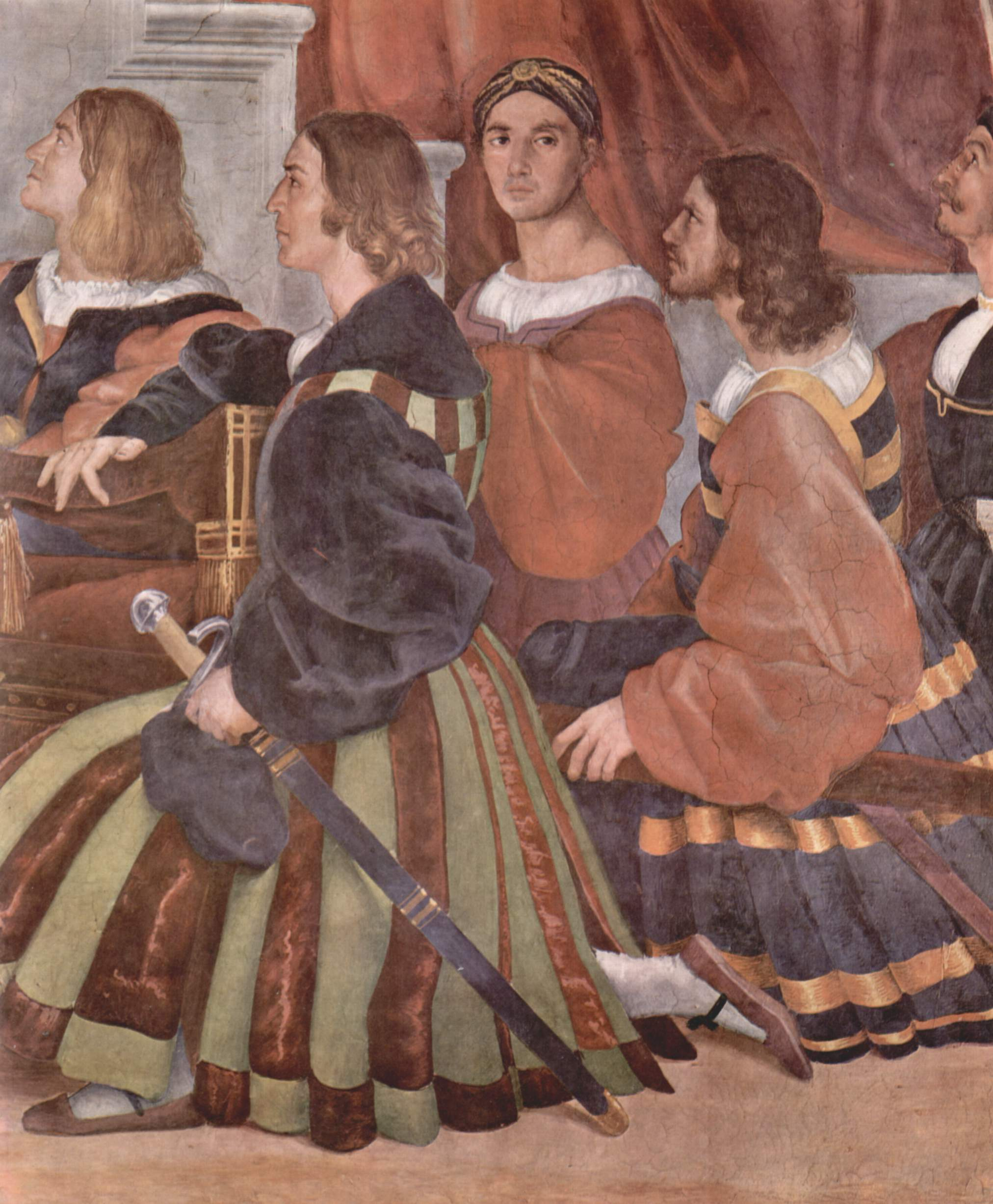
Gardes suisses.
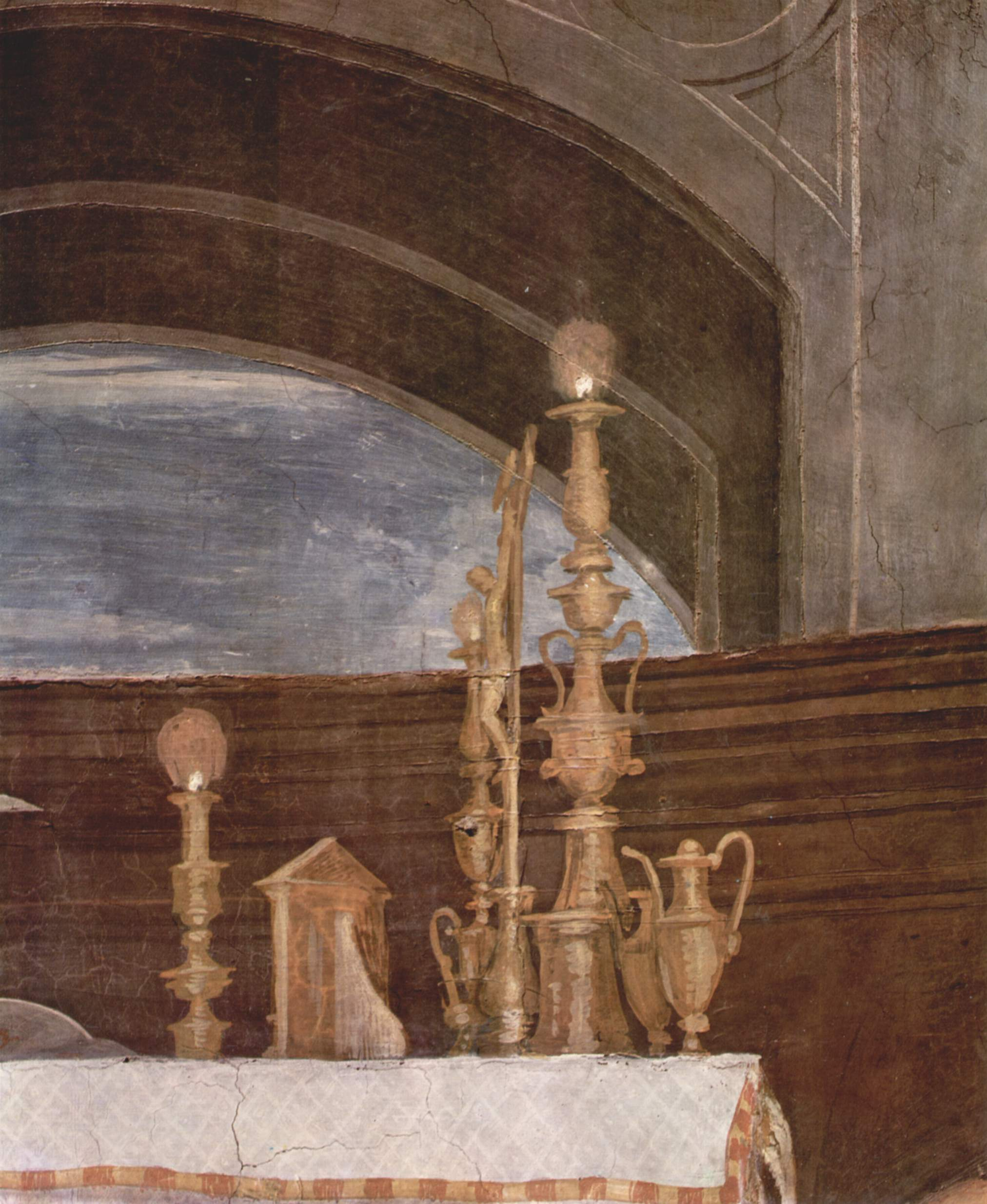
Autel.
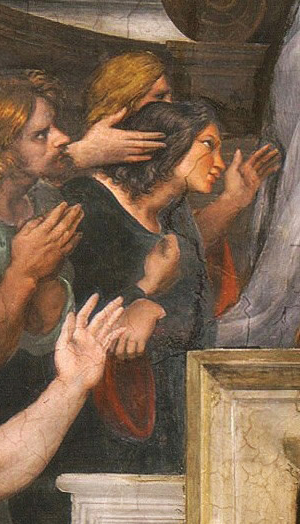
Felice della Rovere.

## Analyse
Les couleurs se distinguent par un contraste vif, notamment le marbre blanc des marches. À plusieurs reprises des historiens ont tenté d'expliquer cette extraordinaire richesse des couleurs, en supposant des relations avec la peinture vénitienne et par comparaison directe ou indirecte avec des artistes tels que Sebastiano del Piombo et Lorenzo Lotto : pour Wackernagel (1909), Sebastiano aurait même peint le groupe des cardinaux, tandis que pour Zampetti (1503), Lotto aurait inspiré le groupe des sediari pontificaux, s'il ne les a pas peint directement (Roberto Longhi). Gamba a parlé d'un « exemple renouvelé » tiré de la peinture classique.
Ortolani est le premier à faire la distinction entre le tonalisme vénitien et celui de Raphaël, soulignant comment celui-ci équilibre les tons en « partitions uniques, dans des environnements chromatiques de vaste composition, avec une liberté que les vrais tonalistes n'avaient jamais ». Brizio renverse la relation traditionnelle entre Raphaël et Sebastiano del Piombo, notant comment l'influence entre les deux ne passe pas nécessairement du second au premier, et comment en effet les évaluations critiques sont peut-être trop installées sur un schématisme désormais infructueux : la couleur, après tout, a toujours été un thème central de l'art Raphaelesque, depuis les premières œuvres dans les Marches, continuellement lié aux influences de la lagune, jusqu'aux périodes florentine et romaine.
Du point de vue artistique, la séparation entre figures historiques et idéales est beaucoup mieux traité que dans Héliodore chassé du temple. Raphaël se sert de la fenêtre comme d'un podium pour l'évènement et pour le portrait du pape agenouillé. Certains portraits du côté temporel sont parmi les plus beaux qu'il ait peints : superbe garde suisse, vieux pape barbu à la formidable présence ; le côté spirituel est dominé par la femme qui tend le bras et incarne la foi et l'adoration.

## Postérité
La fresque fait partie du musée imaginaire de l'historien français Paul Veyne, qui le décrit dans son ouvrage justement intitulé Mon musée imaginaire.